# Marusia (wieś)
Marusia (ukr. Маруся) – wieś na Ukrainie, w obwodzie wołyńskim, w rejonie łuckim. W 2024 roku liczyła 8 mieszkańców.
W II Rzeczypospolitej kolonia Marusia należała do gminy wiejskiej Czaruków w powiecie łuckim, w województwie wołyńskim. W 1921 roku miejscowość liczyła 197 mieszkańców (90 kobiet i 107 mężczyzn) i znajdowało się w niej 37 budynków mieszkalnych. 160 osób deklarowało narodowość polską, 18 – ukraińską, 2 – niemiecką, 17 – inną. 153 osoby deklarowały przynależność do wyznania rzymskokatolickiego, 42 – do prawosławnego, 2 – do ewangelickiego.
Do 2020 w rejonie horochowskim. 